# پارک حفاظت مامونگاری
پارک حفاظت مامونگاری (به انگلیسی: Mamungari Conservation Park) یک منطقهٔ مسکونی در استرالیا است که در استرالیای جنوبی واقع شده‌است.